# Obnażenie z szat
Obnażenie z szat (hiszp. El expolio) – obraz olejny hiszpańskiego malarza pochodzenia greckiego Dominikosa Theotokopulosa, znanego jako El Greco.

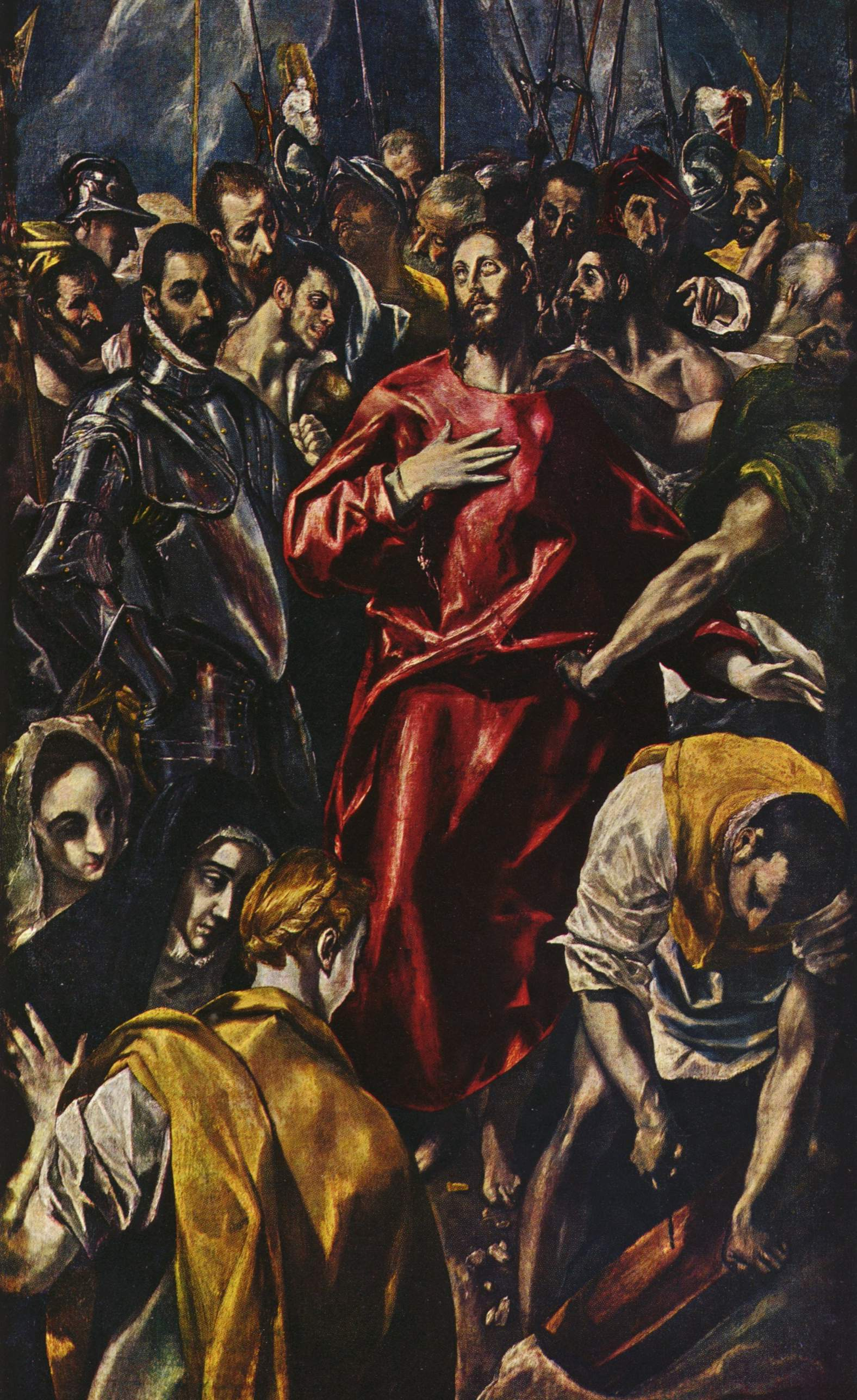
Ostatnia wersja obrazu Obnażenie z szat powstała w latach 1606–1608,
(165 × 99 cm), Stara Pinakoteka, Monachium

Jest to drugi obraz El Greca wykonany po przybyciu do Hiszpanii. Został zamówiony przez diakona kanoników w katedrze w Toledo, Diega de Castila i był przeznaczony do zakrystii tejże katedry. Zilustrowany motyw nie występuje w Nowym Testamencie, pochodzi z apokryficznej Ewangelii Nikodema.
Temat był bardzo rzadko podejmowany przez XVI-wiecznych malarzy. Być może tematyka miała nawiązywać do miejsca przeznaczenia obrazu (zakrystii) i do czynności jakie wykonuje tam kapłan. El Greco nie miał wzorców ikonograficznych, na których mógłby się wzorować, przez co kompozycję obrazu oparł na scenie z Pojmania Chrystusa. Obecnie znanych jest siedemnaście replik obrazu. Harold Wethey wymienia piętnaście wersji i dodatkowo cztery wersje ukazujące tylko górną połowę obrazu, z czego tylko pięć prac wyszło spod pędzla artysty, a pozostałe powstały w jego pracowni lub są kopią o gorszej jakości. Te pięć prac to wersje z Toledo, Monachium, z prywatnej kolekcji Cheramy (obecnie w Upton House, Gran Bretaña), z kolekcji Contini Bonacossi Collection (obecnie w Stanley Moss) i w Galerii Manfrin (Kolekcja Hugo Moser. Nowy Jork).

## Opis pierwszej wersji
Kompozycja obrazu została ujęta w elipsę wyodrębniającą główną postać, umieszczoną na osi centralnej obrazu, zaakcentowaną dodatkowo promieniami na niebie. Chrystus ma na sobie czerwoną szatę, czym kolorystycznie dominuje nad pozostałymi postaciami i kontrastuje z bladością twarzy skupionych wokół postaci. To właśnie te głowy i ich indywidualne cechy stanowiły największy kontrast pomiędzy nimi a twarzą Jezusa. El Greco przedstawia w nich gamę ludzkiej głupoty, wulgarności, wrogości wobec tego, co niezrozumiałe. Jedna z postaci zaciska pięść ponad ramieniem Chrystusa, inny z głębi wyciąga ku niemu oskarżycielski palec. Tłum jest odzwierciedleniem dobra i zła, gdzie obok głupca, brutala, spryciarza czy indyferenta można rozpoznać i szlachetnego starca. Każda z głów jest osobnym studium psychologicznym. Od strony formy obraz jest chaotyczny, lecz od strony układu postaci jest bardzo konsekwentny. Po lewej stronie znajduje się postać brutala z twarzą bez brody, w zielonej tunice, zdzierający z Jezusa szaty, a będący zarazem ślepym narzędziem wykonującym zadanie; po prawej stoi rycerz w zbroi, prawdopodobnie św. Longin lub Vincent Anastagi, z ręką wspartą na biodrze i z obojętnym wyrazem twarzy, spoglądając gdzieś daleko w dal. Wydaje się być nieobecny wobec rozgrywających się wokół wydarzeń. Postacie ukazane na pierwszym planie uwypuklają plan dalszy. U dołu jeden z żołnierzy pochylony jest nad krzyżem, na którym zaznacza miejsca, gdzie mają być wbite gwoździe. Po lewej stronie, u dołu, znajdują się sylwetki trzech Marii, obserwujących przygotowania do ukrzyżowania. Stanowią przeciwwagę głów w górze. Maria Magdalena spogląda na mężczyznę przy krzyżu, a jednocześnie odsuwa rękę Matki Boskiej, chcąc oddalić od niej okrutny widok. Jej układ palców, subtelny detal, przypomina układ palców dłoni Chrystusa, spoczywającej na jego piersi.

## Kontrowersje wokół obrazu
Po namalowaniu obrazu zleceniodawcy wnieśli kilka zastrzeżeń natury teologicznej. Według kanonika Garcia de Loaysa, żadne postacie nie powinny przewyższać osoby Chrystusa. Zastrzeżenia wzbudzało przedstawienie trzech Marii, których obecność nie była wymieniana w Biblii. Kapituła zwołała swoich ekspertów sztuki, wśród których byli architekt i rzeźbiarz katedry Nicolas de Vergara oraz malarz Luis de Velasco. Malarza reprezentowali rzeźbiarz toledański Martinez de Casteneda oraz malarz z Murcji Baltasar de Castro Cimbron. Taksatorem został Alejo de Montoya. Wszyscy eksperci zgodnie uznali pracę za wybitne dzieło warte majątek – Vergana wycenił je na 900 dukatów po 375 maravedisów na dukata, a Montoyo na 3,5 tys. reali. El Greco nie zgodził się na wprowadzenie zmian. Zaproponowaną przez Kapitułę sumę 227 dukatów ostatecznie, we wrześniu 1579 roku, podniesiono i podpisano dokument sprzedaży na kwotę 317 dukatów. Artysta w tym samym czasie otrzymał zamówienie na wykonanie ramy do tego obrazu. Rama miała zawierać rzeźbioną scenę przedstawiającą Marię podającą skrawek szaty św. Ildefonsowi. Ramę ukończono w 1587 roku, a wynagrodzenie za nią wynosiło 535 dukatów (dwieście tysięcy maravedisów), zatem wartość ramy przewyższała wartość samego obrazu.
W 1612 roku obraz znalazł się w zakrystii katedry. Pod koniec XVIII wieku wykonano nową ramę, w której dzieło jest wystawiane do dzisiaj. Przed zawieszeniem obrazu w zakrystii namalowano replikę dzieła, która obecnie znajduje się w Monachium, w Starej Pinakotece.

## Inne wersje
Wszystkie wersje czy to namalowane przez El Greca czy przez jego uczniów w pracowni nie różnią się od siebie kompozycyjnie, układ postaci jest identyczny, fala głów niezmieniona. W wersji monachijskiej różnica polega na zmianie rysów postaci, głównie głowy Chrystusa. El Greco odszedł od delikatnej weneckiej głowy przedstawionej w skrócie odrzuconej do tyłu. Głowa Jezusa trzydzieści lat później jest dłuższa, węższa, typowa dla mieszkańców Toledo; znajduje się w pozycji pionowej, nieco skłonionej, co nadaje jej inny wyraz. Oczy Chrystusa nie są już błagalnie zwrócone do nieba, są nieobecne. Podobnie rycerz stojący obok Jezusa ma głowę silnie wydłużoną, czaszkę szpiczastą, a spojrzenie odległe i pełne smutku. W wersji ze Stanley Moss z prawej strony pojawia się głowa starca. Obraz jest sygnowany – domenikos THEOTO / HRES e’p.
Znanych jest kilka innych wersji o podważanej sygnaturze. Jedna znajduje się w Gijón (Hiszpania); została zakupiona przez Petera Petersono Masaveu na aukcji w Londynie, obecnie część Masaveu Collection, jednego z najważniejszych prywatnych kolekcjonerów dzieł sztuki w Hiszpanii. Inna wersja znajduje się w National Museum Wales. Wcześniej obraz znajdował się w kolekcji Buck de Jerez, następnie u Davies Sisters collection, nabyty przez Gwendoline Davies w 1952 roku. Obraz przedstawia jedynie górną część (od dłoni Chrystusa w górę). Nad głowami z nieba spomiędzy chmur przedziera promień światła oświetlający całą scenę. Brak w nim żołnierza stojącego za Jezusem widocznego na głównych wersjach. Kolejna wersja klasyfikowana przez Wetheya jako szkoła El Greco należy do Antes Colección w Madrycie. Obraz jest nietypowy jak na prace El Greca. Przedstawione zostały jedynie postacie z pierwszego rzędu i starzec z prawej strony; w sumie tylko osiem postaci i duże puste tło. Według Mayera (1926) tło zostało zamalowane. Inne znane wersje znajdują się w Muzeum Sztuk Pięknych w Budapeszcie oraz Musée des Beaux-Arts de Lyon.